# Liparetrus wilsoni
Liparetrus wilsoni är en skalbaggsart som beskrevs av Britton 1980. Liparetrus wilsoni ingår i släktet Liparetrus och familjen Melolonthidae. Inga underarter finns listade i Catalogue of Life.